# Цветко Булајић
Цветко (Драгоја) Булајић (Вилуси, ? — ?, 1967) био је српски војник. Двоструки је носилац Карађорђеве звезде са мачевима.

## Биографија
Цветко Булајић је један од највећих топличких јунака. Рођен је у Вилусима у Црној Гори, од оца Драгоја и мајке Божице, рођене Ковачевић. Одатле се његова породица преселила у Ђерем Девчу у општини Мерошина. У Србији је Цветко завршио гимназију и Војну академију, као млади потпоручник кренуо је у рат 1912. године. У бици на Куманову командовао је водом и био је први пут рањен.
За показану храброст у том рату одликован је Медаљом за храброст. Посебно се истакао храброшћу у рату са Бугарском 1913. године, после којег је унапређен у чин поручника и први пут одликован официрским орденом Карађорђеве звезде са мачевима IV реда.
У рату са Аустријанцима се истиче као командир чете и бројним подвизима на фронту. Посебно се истакао када је са својом четом бранио Аду Циганлију код Београда. Схватајући значај одбране овог острва за судбину Београда, иако рањен, са носила је командовао четом и бранио острво.
На Солунском фронту је као капетан командовао четом. Истакао се приликом пробоја Солунског фронта септембра 1918. године. Тада је као командир јуришне чете, међу првима, са својом четом кренуо у јуриш. Приликом борби у том пробоју, Цветко је био тешко рањен у груди и по други пут је за испољену храброст на Солунском фронту, одликован официрским орденом Карађорђеве звезде са мачевима IV реда.
После завршеног 1. светског рата, Цветко је унапређен у чин мајора и остао у активној војној служби све до 1938. године. Био је командант гарнизону разним местима, претежно у Македонији. Био је и командант школе резервних пешадијских официра. Прензионисан је са чином пуковника и настанио се у Крушевац, где је живео све до смрти 1967. године.
Цветко је био одликован са два ордена Карађорђеве звезде са мачевима, два ордена Белог орла са мачевима, две Златне медаље за храброст „Милош Обилић”, Златном медаљом за војничке врлине и бројним другим ратним српским и савезничким одликовањима.